# Vangjel Lezho
Vangjel Lezho (ur. 1 sierpnia 1932 w Fierze, zm. 28 maja 1979) – albański dziennikarz i więzień polityczny.

## Życiorys
Był synem Dhimitrija i Emilii. Po ukończeniu szkoły pedagogicznej w Elbasanie, wyjechał na studia dziennikarskie do Leningradu. Tam też spotkał innego studenta albańskiego – Fadila Kokomaniego. Z powodów zdrowotnych Lezho przerwał studia w Leningradzie i kontynuował je w Moskwie. W Moskwie poznał swoją przyszłą żonę Inę. 
W 1959 rozpoczął pracę dziennikarza w dziale kulturalnym Radia Tirana, gdzie od kilku lat pracował Kokomani. Przygotowywał zarówno audycje poświęcone literaturze pięknej, jak również programy przeznaczone dla dzieci. W 1961 przygotował wspólnie z Kokomanim serię reportaży, które opublikowało czasopismo Listopad (alb. Nendori).
Po zerwaniu stosunków dyplomatycznych między Albanią i ZSRR w 1961 władze Albanii nakazały opuścić kraj obywatelom radzieckim. W tym gronie znalazła się także Ina, żona Vangjela. Ten nie pogodził się z wyjazdem żony i zaczął przygotowywać się do ucieczki z kraju. W lipcu 1963 w rejonie Pogradecu został ujęty wraz z grupą osób, która próbowała nielegalnie opuścić kraj. 6 grudnia 1963 został skazany na karę 25 lat więzienia, za zdradę kraju i współpracę z wywiadem sowieckim.
W 1978 trafił wraz z Fadilem Kokomanim do jednego z najcięższych obozów pracy - w Spaçu. W obozie 7 lipca 1978 powstał list, (przygotowany wraz z Kokomanim), skierowany do Komitetu Centralnego Albańskiej Partii Pracy, w którym jego autorzy protestował przeciwko narastającym w latach 70. represjom, obejmującym środowisko armii i kadrę zarządzającą przemysłem albańskim. Proces autorów listu, do których dołączono Xhelala Koprenckę i Fatosa Lubonję rozpoczął się w maju 1979 w więzieniu w Tiranie. Akt oskarżenia zawierał zarzut założenia w więzieniu organizacji kontrrewolucyjnej (art. 55, 57 KK), za co Kokomani, Koprencka i Lezho zostali skazani na karę śmierci przez rozstrzelanie. Stracony 28 maja 1979.
Miejsce pochówku jego zwłok pozostaje nieznane. Sprawa powtórnego skazania Lezho w 1979 stała się kanwą powieści Drugi wyrok (alb. Ridënimi), autorstwa Fatosa Lubonji (wyd. polskie 2024).
Był żonaty, miał jedno dziecko.